# Залесье (городской округ Клин)
Залесье — деревня в Клинском районе Московской области, в составе Городского поселения Клин. Население — 41 чел. (2010). До 2006 года Залесье входило в состав Давыдковского сельского округа.
Деревня расположена в юго-восточной части района, на правом берегу малой речки Рахталка (правый приток Сестры), примерно в 8 км почти к востоку от города Клин, высота центра над уровнем моря 213 м. Ближайшие населённые пункты — Горбово на юго-западе и Пустые Меленки на северо-востоке. Через деревню проходит региональная автодорога 446К-0260 (автотрасса М10 «Россия» — Зубово — Московское большое кольцо).

## Население
| 2002 | 2006 | 2010 |
| ---- | ---- | ---- |
| 3    | →3   | ↗41  |